# Gesta Ladislai regis
A Gesta Ladislai regis (László király cselekedetei) egy 12. század eleji krónika, melynek szövege, valószínűleg más változatokkal keverve a Képes krónikából is ismert. Keletkezésében a magyar ősköltészet hagyományai kimutathatók, ám az sem kizárt, hogy jokulátor-eposz volt. Létrejöttében fontos szerepe volt a hősénekeknek, mivel korábbi írásos forrás nem állt a szerző rendelkezésére. Az mindenesetre kérdés marad, hogy a krónikába a hősi énekek összefoglalásán alapuló változat került be, vagy egy egész kompozícióra támaszkodhattak már. A fennmaradt szöveg alapján az eredetiről csak részleges képet lehet alkotni, mivel előfordulhatott, hogy a geszta írója, ha teljes kompozícióra támaszkodott is, széttördelte, megváltoztatta az eredeti kompozíciót, s ezt fordította le latinra. A Gesta Ladislai regis az eredeti szöveget csak körvonalazni tudja.

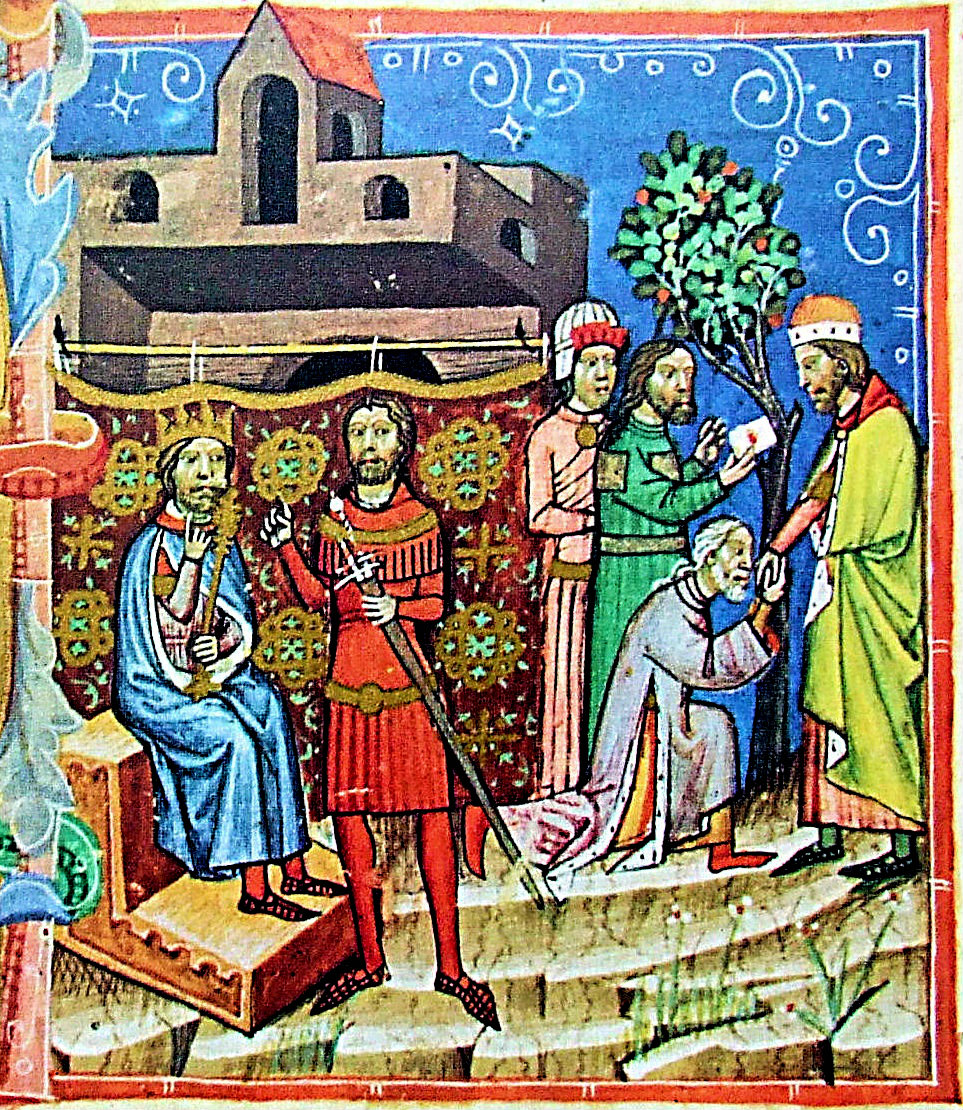
Salamon király és Géza herceg viszályát ábrázoló miniatúra a Képes Krónikában. Elöl a trónon ülő Salamon, mellette Vid ispán, kezében két karddal. A háttérben Géza herceg a hódoló bizánciakkal. Vid ispán ekként uszítja Salamont a herceg ellen: „Miképpen két éles kard nem férhet meg egy hüvelyben, úgy egy országban nem országolhattok ti ketten.”

Cselekménye Salamon és a Béla király fiai közti mogyoródi csata köré összpontosul. Béla király halálakor Géza és László hercegek átengedik a trónt Salamonnak, hogy elkerüljék a viszályokat. Ez a békeszeretet vezet az alapkonfliktushoz, mikor ugyanis Nándorfehérvár görög védői ismerve Géza herceg türelmességét, nem a királyhoz, hanem hozzá küldenek segítségért. Vid ispán Géza hercegi rangjára áhítozik, ezért felkelti a befolyásolható Salamon féltékenységét, s elhiteti vele, hogy Géza a trónra tör.
A bonyodalom a jellemekből és a körülményekből fejlődik ki, külső beavatkozás nincs. Salamon és Géza is követeket küldenek egymáshoz, egy jót és egy rosszat, ezeket mindkét oldalon letartóztatják, majd kiengedik. A fegyveres összecsapás két szakaszban zajlik. A kemeji csatában Salamon győz és Géza menekül, a mogyoródi csatában viszont Salamonnak kell menekülni az ország szélére. A mogyoródi csata leírása és előkészítése olyan költői, hogy Arany Jánost egyenesen Homéroszra emlékeztette. A csata előtt Salamon táborában a gonosz Vid és szerény Ernyei ispán beszélgetnek a csata esélyéről, a másik oldalon Géza és László. Ernyei szavai és a hercegeknek küldött látomás, egy szarvas jósolja meg a végkimenetelt, a hercegek másnapi győzelmét. A hercegek orosz segítséget, Salamon német és cseh segítséget kapnak. Vid és Ernyei vitája egyébként végigvonul a művön, a csatamezőn zárul le. Vid büntetésből, Ernyei tragikus hősként marad a csatamezőn. A mogyoródi eseményeknél egyesül a cselekmény minden szála. Már csak Salamon sorsa kérdéses, a bukott király még egy kísérletet tesz a trón visszaszerzésére. A mű jobbra érdemes, tragikus hősként mutatja be, aki rosszul dönt a körülmények közepette. Itt válik kérdésessé, hogy ki is a valódi főszereplő.
Ez a cselekményalakítás tudatos költőt tételez fel, s felbukkannak bizonyos eposzi kellékek is. Vid ispán állandó jelzője a detestabilis (utálatos), Ernyeié a pacis amator (békeszerető). Ezek a jelzők a krónika más részein nem fordulnak elő, joggal feltételezhető, hogy a költeményre vezethetők vissza. Ugyaninnen származtatható számos szólás és hasonlat: „a kunok tar fejeit úgy aprították… mint az éretlen tököt”; „zokogva tépte arcát és haját, mint az anya fiai temetésén” (László a holtakat látván); „két éles kard egy hüvelyben nem fér meg”. Ebből lehet következtetni az egykorú magyar epika képi gazdagságára és szépségére.

## Ajánlott irodalom
- Arany János: Naiv eposzunk
- Négyesy László: Árpádkori compostio, 1913.
- Képes Géza: A magyar ősköltészet nyomairól, 1964, 1-22, 171-193. o.